# Hallstad ängar
Hallstad ängar este o arie protejată (arie specială de conservare — SAC, sit de importanță comunitară — SCI) din Suedia întinsă pe o suprafață de 6,7 ha, integral pe uscat.

## Localizare
Centrul sitului Hallstad ängar este situat la coordonatele 58°09′05″N 15°38′54″E / 58.1513°N 15.6483°E.

## Înființare
Situl Hallstad ängar a fost declarat sit de importanță comunitară în ianuarie 1997 pentru a proteja 1 specie de animale. Situl a fost protejat și ca arie specială de conservare în martie 2011.

## Biodiversitate
Situată în ecoregiunea boreală, aria protejată conține 1 habitat natural: Pajiști din zone de pădure fino-scandinave.
La baza desemnării sitului se află o specie protejată de  nevertebrate: Anthrenochernes stellae.